# Bastiaan Jan Ader
Bastiaan Jan Ader ('s-Gravenzande, 30 december 1909 - Veenendaal, 20 november 1944) was een Nederlands predikant en verzetsstrijder tijdens de Tweede Wereldoorlog.
Na zijn studies maakte Ader in 1937 per fiets een solo pelgrimsreis van Amsterdam naar Jeruzalem. Vanaf 1938 was hij voorganger in de Nederlands-hervormde kerkelijke gemeente te Nieuw-Beerta. Sinds het begin van de oorlog werkte hij binnen de LO in het verzet. Zijn verzetsnaam was 'Van Zaanen'. Tijdens de oorlog werd zijn pastorie een centrum voor hulp aan Joden, onderduikers en piloten. Ader en zijn vrouw Johanna Adriana Ader-Appels namen zelf acht onderduikers in huis en verzorgden het onderduiken van vele anderen en regelden de distributiebonkaarten. Ds. Ader was betrokken bij het redden van Joden uit de Hollandsche Schouwburg in Amsterdam. In 1944 was hij de spil achter een plan om Kamp Westerbork te ontzetten. Zijn vroegtijdige arrestatie blokkeerde de uitvoering van het plan.

## Verzet
De dominee verrichtte ook buiten zijn eigen gemeente veel verzetswerk. Toen hij op 22 juli 1944 in Haarlem op weg was, werd hij gearresteerd en opgesloten in Haarlem en spoedig daarna overgebracht naar de gevangenis aan de Weteringschans in Amsterdam. Als represaillemaatregel voor een aanslag op een Duitse militair is hij bij Veenendaal gefusilleerd en aanvankelijk daar begraven. Op de fusilladeplaats werd na de oorlog een wit kruis geplaatst, dat bij de zeventigjarige herdenking van het gebeuren werd vernieuwd. Jaarlijks vindt bij Het kruis op de berg op 20 november een herdenking plaats. Na de oorlog werd het stoffelijk overschot van Ader overgebracht naar het Ereveld Loenen.
Een van de kinderen van Ader was de kunstenaar Bas Jan Ader. In 2006 maakte Wiebe Klijnstra voor RTV Noord de documentaire Taai en fel gestreden over de dominee. Tijdens de zeventigjarige herdenking van de fusillade werden op het terrein van Ichthus College in Veenendaal bomen geplant voor ds. Ader en de andere vijf mannen met wie hij stierf. In mei 2015 verscheen de biografie "Het kruis op de berg", waarin hun verzetswerk wordt beschreven.

## Postuum in Israël
In 1967 werd aan het echtpaar Ader postuum door het Israëlische herdenkingscentrum Yad Vashem de onderscheiding toegekend van 'Rechtvaardige onder de Volkeren'. Op basis van eigen onderzoek kwam Yad Vashem tot de slotsom dat het echtpaar, met hulp van vele anderen, twee- tot driehonderd Joodse landgenoten in veiligheid heeft gebracht. Daarnaast kreeg Bastiaan Ader een bos en een gedenksteen van het Joods Nationaal Fonds (JNF). Dankbare oud-onderduikers hadden geld gedoneerd voor de aanplant van zo'n 1100 bomen.
Zoon Erik Ader ontdekte in 2016 dat het bos, het Adolam-France Park, door het Joods Nationaal Fonds geplant was op de plek van het verwoeste Palestijnse dorp, Bayt Natiff, waarvan de bewoners in 1948 gevlucht waren voor Joodse milities en in opvangkamp Aida bij Bethlehem terecht kwamen. De gedenksteen lag in gruzelementen. Hij sprak een aanklacht uit tegen het JNF wegens etnische zuivering en misbruik van zijn vaders naam. "Ik kan mijn vader niet vragen wat hij ervan denkt dat zijn naam verbonden is aan dit onrecht, maar wetende waar hij voor stond is dat niet moeilijk te raden", zei hij.
Om de nagedachtenis aan zijn vader een andere wending te geven, doneerde Erik 1100 olijfbomen aan het Palestijnse dorp Far’ata op de Westelijke Jordaanoever. Zoals veel dorpen in bezet gebied heeft dat te kampen met aanvallen van Joodse kolonisten op henzelf en hun olijfbomen. Daar werd ook een plaquette onthuld met de naam van Eriks vader. Op de inscriptie staat dat hij "honderden levens redde tijdens de Holocaust. Nooit meer. Voor niemand. Nergens".  
Erik Ader spreekt ook Nederland aan. Hij zegt zich te schamen voor zijn land "dat alle schendingen van het internationaal recht door Israël altijd heeft geaccepteerd". Ader: "We geven belastingvoordeel aan het JNF dat ook vandaag nog gestolen land bebost".

## Vernoeming
In de Noord-Nederland rijdt een "Bastiaan Jan Ader trein" die vernoemd is naar Ader.